# Swertia oculata
Swertia oculata är en gentianaväxtart som beskrevs av William Botting Hemsley. Swertia oculata ingår i släktet Swertia och familjen gentianaväxter. Inga underarter finns listade i Catalogue of Life.